# George Leonard Andrews
George Leonard Andrews, ameriški general, predavatelj, inženir, * 31. avgust 1828, † 4. april 1899.
Med ameriško državljansko vojno je opravljal številna pomembna poveljstva; sprva je bil polkovnik 2. massachusettskega prostovoljnega pehotnega polka, s katerim se je udeležil hudih bojev med bitko za goro Cedar in za Antietam. Pod mentorstvom generala Nathaniela Prentica Banksa je postal del njegovega štava, nato pa je v zadnjih letih vojne prevzel poveljniške položaje v Armadnem oddelku zaliva (Army Department of the Gulf).Po vojni je med drugim bil maršal ZDA, nato pa se je vrnil na vojaško akademijo ZDA, kjer je bil predavatelj do upokojitve.

## Zgodovina
Leta 1851 je kot najboljši v letniku diplomiral na Vojaški akademiji ZDA in bil dodeljen Korpusu inženircev Kopenske vojske ZDA. V letih 1851−1854 je bil asistent podpolkovnika Sylvanusa Thayerja, ki je nadziral gradnjo Fort Warrena v zalivu Boston.  V letih 1854-55 je bil izredni profesor inženirstva na Vojaški akademiji ZDA. Zatem je izstopil iz vojaške službe in vstopil v zasebni sektor, kjer je ostal do pričetka ameriške državljanske vojne.
Ob pričetku vojne je Andrews sodeloval pri organizaciji 2. massachusettskega prostovoljnega pehotnega polka, kjer je postal podpolkovnik. Julija 1861 je bil polk dodeljen Oddelku Shenandoah, kateremu je poveljeval generalmajor Nathaniel Banks. Leta 1861 sta sodelovala v manjših operacijah v bližini Harpers Ferryja.
Poleti 1862 se je bojeval proti konfederacijskim silam (pod poveljstvom generalporočnika Thomasa Jacksona. Maja istega leta je nasledil polkovnika Georga H. Gordona kot poveljnik 2. massachusettskega polka; polku je poveljeval med prvo bitko za Winchester. 13. junija 1862 je bil povišan v polkovnika.
Polku je poveljeval do 2. oktobra 1862; v tem času je polk vodil med dvema večjima bitkama. 9. avgusta istega leta je Banksa ponovno premagal Jackson, tokrat v bitko za goro Cedar. V začetku septembra je bil Banks zadolžen za obrambo Washingtona in njegove sile so bile reorganizirane v 12. korpus Armade Potomaca; korpus se je udeležil bojev marylandske kampanje. Med to kampanjo je Andrews poveljeval polku med bitko za Antietam (17. september 1862); med to bitko je polk doživel hude izgube, preden so mu ukazali, da se umakne.
Oktobra 1862 je bil Andrews imenovan za poveljnika 2. brigade 1. divizije 12. korpusa, nato pa 4. brigade iste divizije.
26. oktobra 1862 je bil Andrews dodeljen Banksovi ekspediciji v New Orleans in bil 9. novembra 1862 povišan v brigadnega generala. Kot ključni član Banksovega štaba je Andrews preživel zimo 1862-63 v New Yorku, kjer je sodeloval pri organizaciji in načrtovanju ekspedicije. Banks je zamenjal generala Benjamina Franklina Butlerja kot poveljnik Oddelka zaliva, pri čemer se je nameraval premakniti severno od New Orleansa z večjo skupino sil, s katerimi bi prevzeli nadzor nad reko Mississippi.
Andrews je 11. februarja 1863 prišel v New Orleans z zadnjim kontingentom enot. Tu je za krajši čas postal poveljnik 1. brigade 3. divizije 19. korpusa, a že prej kot v mesecu dni, v marcu 1863, je Andrews postal načelnik štaba generalmajorja Banksa.  V tej vlogi je sodeloval pri organizaciji obleganja pristanišča Hudson, pomorsko-kopenske bitke, ki je zahtevala številne žrtve. Konfederacijske sile v Hudsonu so se predale šele 9. julija 1863, potem ko so izvedeli o kapitulaciji Vicksburga (Mississippi). Ob predaji je Andrews osebno prejel meč konfederacijskega poveljnika pristanišča in mu ga nemudoma vrnil kot znamenje spoštovanja do njihovega poguma.
Dan po padcu Hudsona je bil Andrews zadolžen za organizacijo afroameriških enot v sklopu Armade zaliva; tako je ustanovil Corps d'Afrique. Andrews je bil tudi imenovan za poveljnika okrožja Baton Rouge in Port Hudson. Vse te položaje je ohranil do februarja 1865. Da bi pridobil Afroameričane, je Andrews razposlal vojake po bližnjih plantažah, da bi privabili osvobojene sužnje.
27. februarja je bil Andrews poslan v New Orleans, kjer je postal provost marshal celotnega Oddelka zaliva. 13. januarja 1866 ga je predsednik ZDA nominiral za častni čin brevetnega generalmajorja Prostovoljcev ZDA, ki bi ga dobil 26. marca 1865; Senat ZDA je nominacijo potrdil 12. marca 1866.
Po predaji Konfederacije aprila 1865 je Andrews preživel del poletja kot načelnik štaba generalmajorja Canbyja, nato pa je 24. avgusta 1865 zapustil vojaško službo. 
Po koncu državljanske vojne je dve leti deloval kot plantažer v Mississippiju. Nato se je vrnil v Massachusetts, kjer je bil v letih 1867−1871 maršal ZDA. V letih 1871−1882 je bil predavatelj francoščine na Vojaški akademiji ZDA in od leta 1882 do upokojitve leta 1892 predavatelj modernih jezikov.
Po njem so poimenovali Fort Andrews, fortifikacijo na otoku Peddocks.